# Pierluca

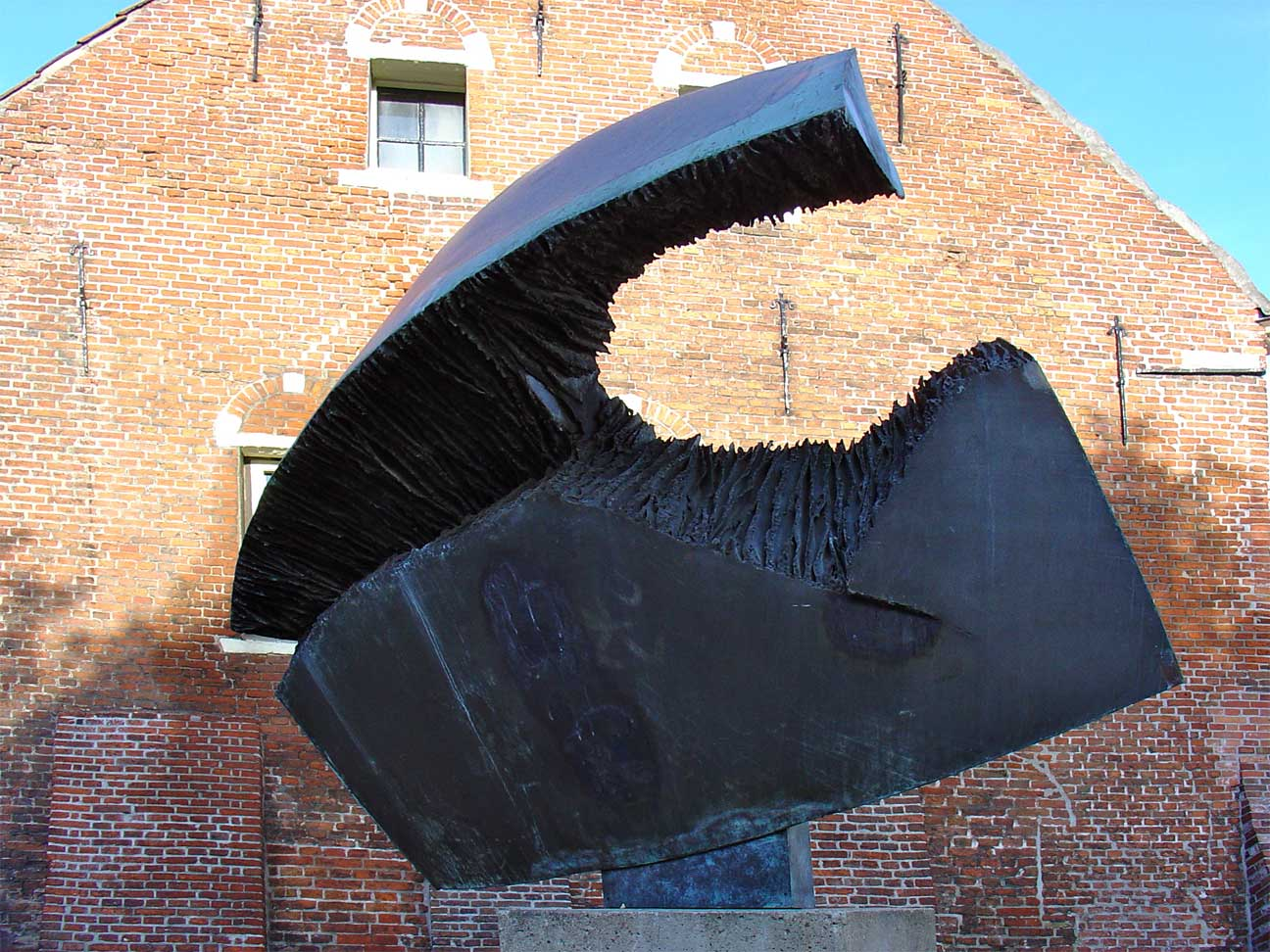
„Der große Riss“ (1965) in Groningen

 Pierluca, eigentlich:  Pierluca degli Innocenti (* 1926 in Florenz, Italien; † 26. Juli 1968 in Paris, Frankreich) war ein italienischer Bildhauer, der einige Jahre in Frankreich lebte und arbeitete.

## Leben und Werk
Pierluca studierte von 1948 bis 1956 an der Accademia delle Arti del Disegno in Florenz und erhielt im gleichen Jahr in Rom einen Preis des Ministeriums für Bildung. Im Jahr 1951 hatte er seine erste Einzelausstellung in der Galleria Numero. Von 1955 bis 1957 arbeitete er ausschließlich bei einem Sonderprojekt der Stadt Florenz, wo er sich mit der Wiederherstellung der historischen Glasfenster beschäftigte und in Handarbeit die klassische Metallbearbeitung studierte. Ab 1958 widmete er sich vollkommen seiner Bildhauerei. Er arbeitete mit Schweißtechniken und in der Schmiede. Von 1958 bis 1959 schuf er Metallwände in Zusammenarbeit mit dem Architekten Leonardo Ricci. Pierluca zog im Jahr 1960 nach Paris, wo er bis zu seinem Tode lebte und arbeitete. Pierluca war Teilnehmer der Biennale von Venedig und im Jahr 1964 auch auf der documenta III in Kassel in der Abteilung Skulptur vertreten. Im Jahr 1968 starb er bei einem Unfall.
Pierluca war spezialisiert auf das Schweißen von Metall-Skulpturen. Als politisch und gesellschaftlich engagierter Mensch wollte er in seiner Kunst die Spannungen und Konflikte seiner Zeit thematisieren. Dazu gehörten zum Beispiel der Algerienkrieg und der Vietnamkrieg. Seine ganze Kunst ist ein Schrei des Schreckens titelte eine Schlagzeile im Jahr 1965 in den Niederlanden.